# Barkudia insularis
Espèce
Statut de conservation UICN

 CR B1ab(i,ii,iii) : 
En danger critique
Barkudia insularis est une espèce de sauriens de la famille des Scincidae.

## Répartition
Cette espèce est endémique de l'État d'Odisha en Inde.

## Publication originale
- Annandale, 1917 : A new genus of limbless skinks from an island in the Chilka Lake. Records of the Indian Museum, vol. 13, p. 17-21.